# Burg Súľov
Die Burg Súľov (slowakisch Súľovský hrad, auch Hrad Súľov) ist die Ruine einer Höhenburg bei der nordwestslowakischen Gemeinde Súľov-Hradná im Okres Bytča. Die in Kalkfelsen gebaute Burganlage liegt auf einer Höhe von 660 m n.m. im Gebirge Súľovské vrchy.

## Geschichte
Die Burg als solche entstand wahrscheinlich im frühen 15. Jahrhundert und wurde zum ersten Mal 1470 schriftlich erwähnt. Möglicherweise ist sie die Nachfolgerin einer älteren Burgstätte namens Roháč, deren Existenz beziehungsweise direkte Verwandtschaft mit der Burg Súľov nicht zweifelsfrei gesichert ist.
1550 schenkte Ferdinand I. das Herrschaftsgebiet von Súľov an Sebastian Sirmiensis, der während der Ersten Wiener Türkenbelagerung im Jahr 1529 von der osmanischen auf die christliche Seite übergelaufen war. Der bisherige Burgherr aus dem Geschlecht Podmaniczky war aber nicht mit der Übergabe einverstanden und ließ die Burganlage verwüsten, schließlich konnte aber die Familie Sirmiensis in die Burg einziehen und sie renovieren. Die Lage zwischen den Kalkfelsen verhinderte einen großflächigen Ausbau, sodass sie weiterhin vor allem zur Überwachung eines Handelswegs diente und nicht zum bequemen Wohnsitz wurde.
1682 ließ Katharina Bossányi, Gattin von Sigismund Sirmiensis, mit Zustimmung von Leopold I. die Burg renovieren, die eine Zeitlang danach auch Katalinvár hieß. 1730 war hier noch eine kleine Garnison stationiert, der mangelhafte Bauzustand und ausbleibende Renovierung führten aber dazu, dass Mitte des 18. Jahrhunderts die Familie Sirmiensis alle Möbelstücke in die Landschlösser in Súľov transportieren ließ. 1780 war die Burg verlassen und nicht gewartet. Die Überreste wurden dann in einem Erdbeben im Jahr 1858 weitgehend zerstört.

## Heutiger Zustand
Von der einstigen Burg sind lediglich einige nicht zusammenhängende Burgmauern sowie in die Felsen gehauenen Fundamente erhalten geblieben, die die frühere Ausführung verraten: eine relativ schmale und lange obere Burg mit einem Wachtturm sowie eine größere untere Burg, die über einen durch die Felsen angelegten Gang mit der oberen Burg verbunden war. Die Burgruine ist über einen grün markierten Wanderweg frei zugänglich.